# ハイデルバーグ派

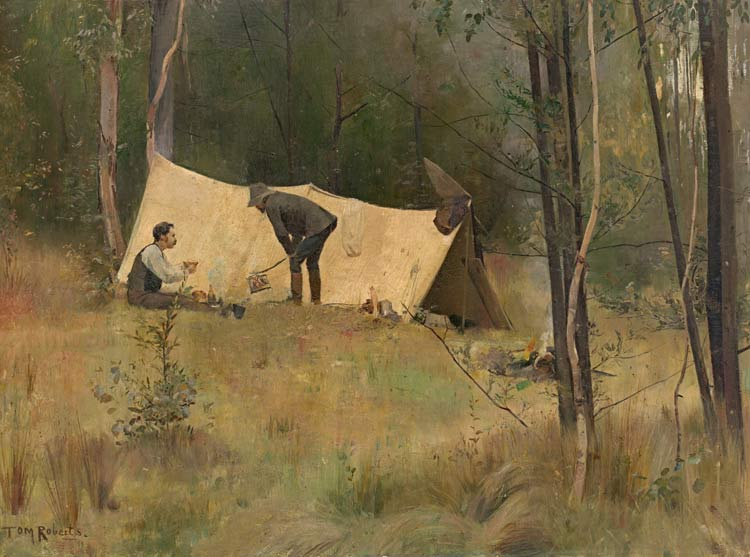
『アーティスト・キャンプ』(画)トム・ロバーツ
描かれているのはマッカビンとエィブラムズ

ハイデルバーグ派（Heidelberg School）は19世紀後半のオーストラリアにおいて、ヨーロッパの印象派の影響を受けた画家たちのグループである。
1891年に美術評論家のシドニー・ディクソンがメルボルン郊外のハイデルバーグで野外制作の活動をしたアーサー・ストリートンやウォルター・ウィザーズの作品を批評した時に初めてこの言葉が使われた。1880年代から1890年代にメルボルンやシドニーの周辺の「アーティスト・キャンプ」で一緒に活動した画家たち、ストリートン、ウィザーズ、トム・ロバーツ、チャールズ・コンダー、フレデリック・マッカビンらが中心的メンバーとされる。自然主義や印象派のスタイルでオーストラリアで働く人々の生活や、オーストラリアの風景を描いた画家たちである。
彼らの作品の中に、1901年のオーストラリアが事実上の独立をするのを前に、オーストラリア人の独自の文化的伝統を築こうとする意識を見ようとする観点もある。

## 概要

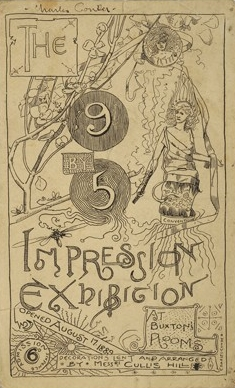
「9×5印象派展」のポスター

ハイデルバーグはメルボルンの東にある農村地域である。スイス生まれの風景画家、ルイ・ビュベロが1860年代に風景画を描いた場所とされ、アーサー・ストリートンが訪れた1880年代の終わりには鉄道から離れた場所となっていたため空き家が安く借りられたこともあり、主要なグループのメンバーは1880年代の終わりに、ハイデルバーグを含めメルボルン周辺の風景を描いた。
ハイデルバーグ派と呼ばれるロバーツたちはオーストラリアの美術の歴史における重要なイベントである、「9×5印象派展」(9 by 5 Impression Exhibition）を開催した事でも知られる。メルボルンで1889年に開かれたこの展覧会ではコンダー、ロバーツ、ストリートンらが、9 インチ× 5 インチ (23 cm × 13 cm)の大きさの葉巻の箱の蓋の板に描かれた183点の作品を展示し、印象派の立場を宣言した。この展覧会は話題になり3週間の会期の間に多くの観客が訪れた。
1890年代になってメルボルンが不景気になったため、ロバーツやストリートンは活動の拠点をシドニー周辺に移した。「ハイデルバーグ派」とされる画家の定義は19世紀末のオーストラリアの「外光派」の画家に広げられている.。

### 「9×5印象派展」に出展された作品

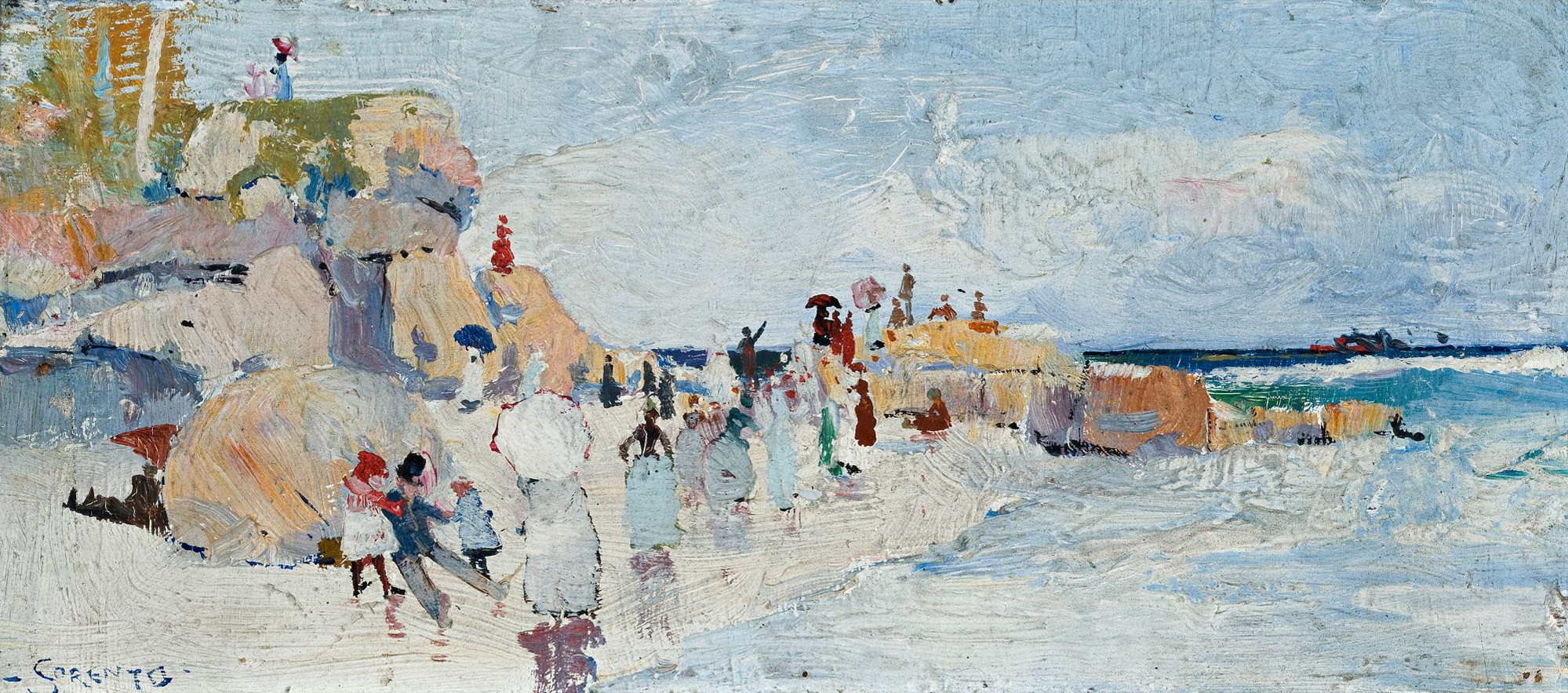
(画)チャールズ・コンダー
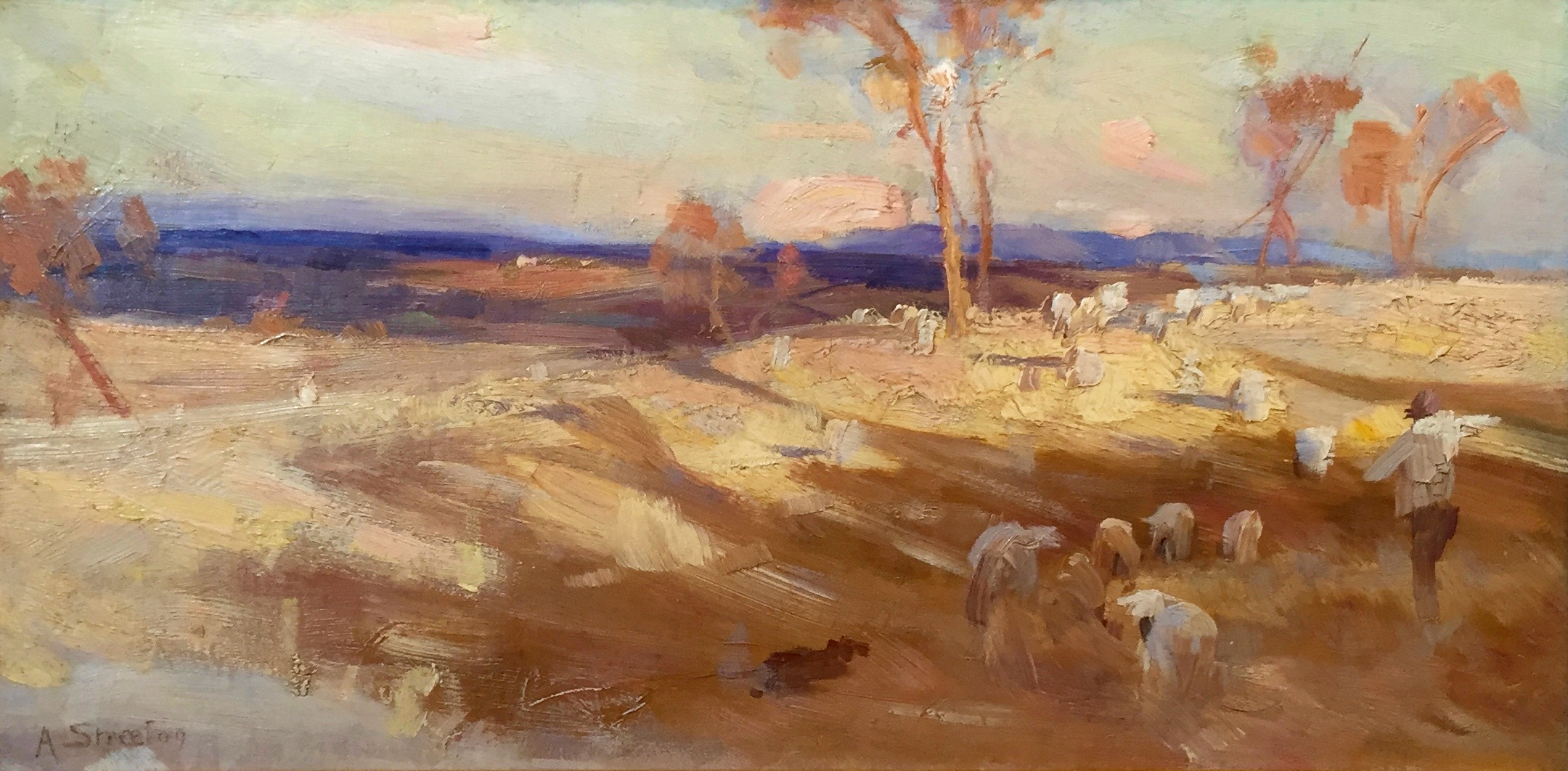
(画)アーサー・ストリートン
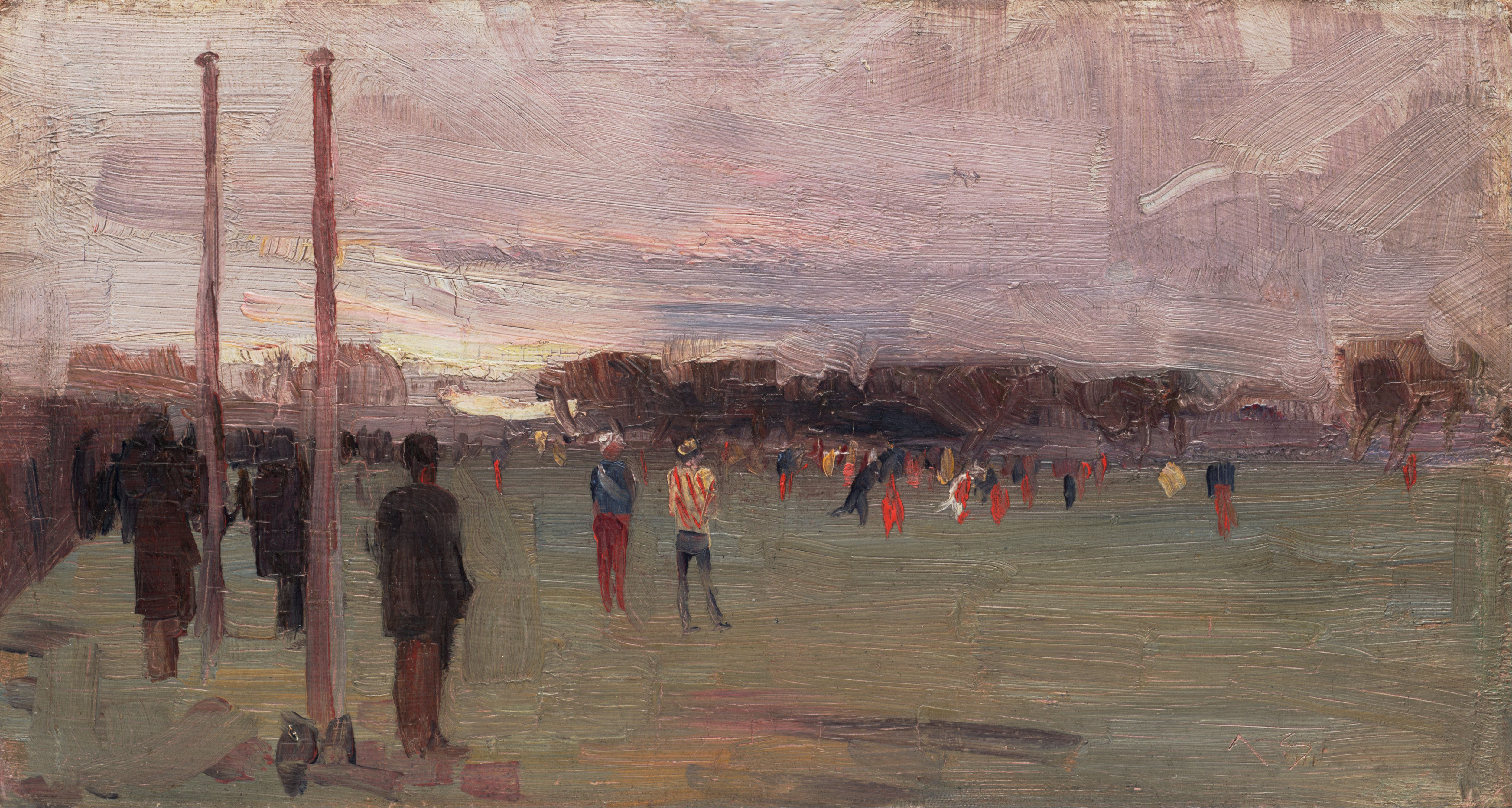
(画)アーサー・ストリートン

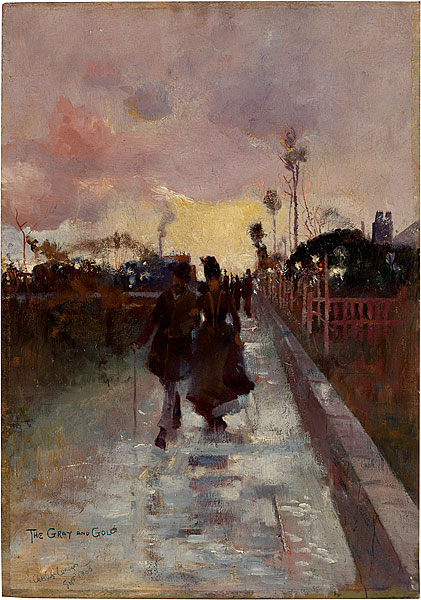
(画)チャールズ・コンダー
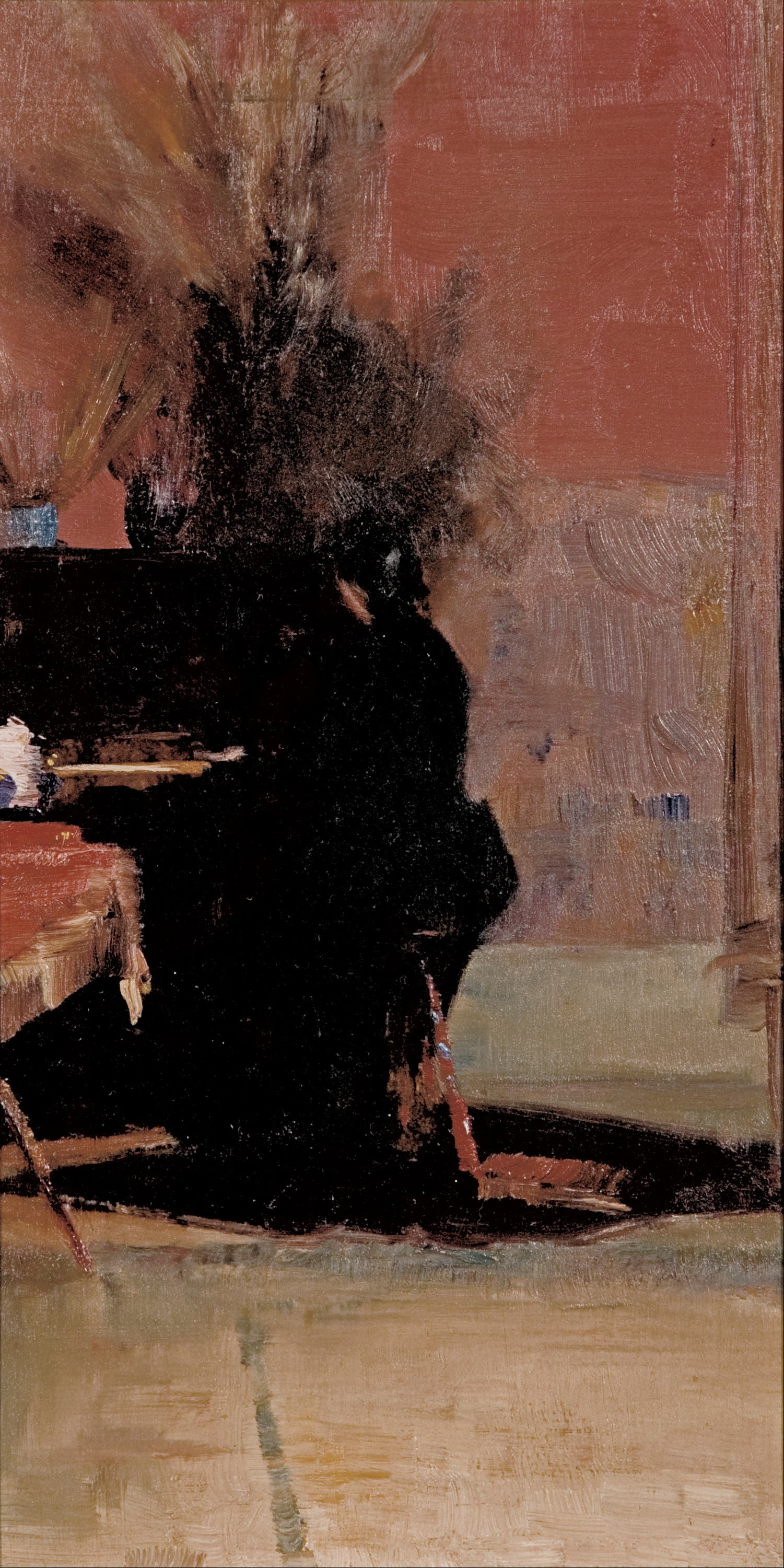
(画)トム・ロバーツ
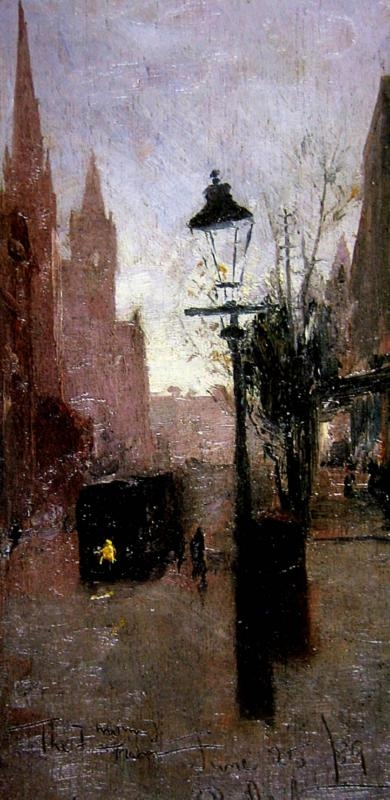
(画)トム・ロバーツ
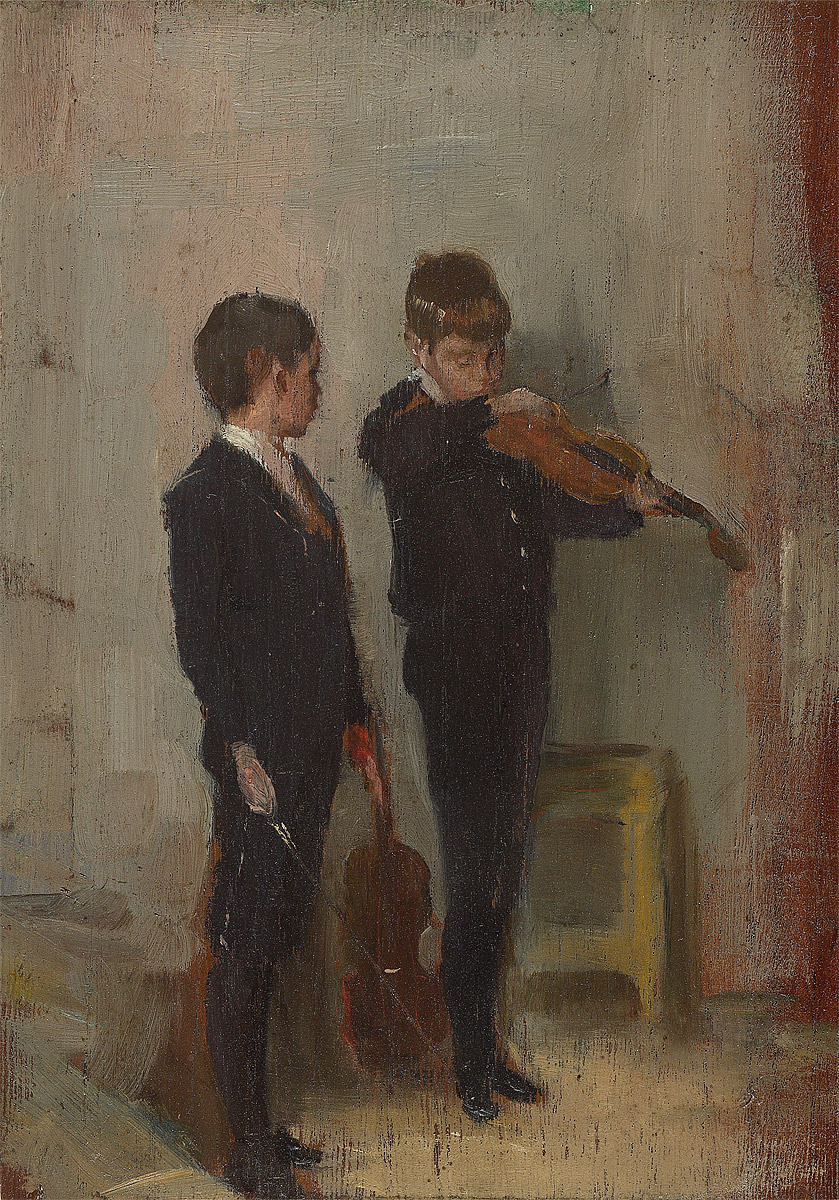
(画)トム・ロバーツ

## 関連するアーティスト
- ルイス・エィブラムズ(en) (1852-1903)
- ジェーン・サザーランド (1853-1928)
- チャールズ・ダグラス・リチャードソン(en)(1853-1932)
- ウォルター・ウィザーズ (1854-1914)
- フレデリック・マッカビン (1855-1917)
- トム・ロバーツ (1856-1931)
- トム・ハンフリー (1858-1922)
- ジェーン・プライス (en) (1860-1948)
- クララ・サザン (1861-1940)
- チューダー・セント・ジョージ・タッカー (1862-1906)
- メイ・ヴェール (1862-1945)
- デイヴィッド・デイヴィス (1864-1939)
- エマニュエル・フィリップス・フォックス (1865-1915)
- アーサー・ストリートン (1867-1943)
- チャールズ・コンダー (1868-1909)
- レオン・ポール (1871-1951)
- エセル・キャリック(1872-1952)